# Kingdom of Conspiracy
Kingdom of Conspiracy – dziewiąty album studyjny amerykańskiej deathmetalowej grupy Immolation, który ukazał się w Europie 10 maja 2013 roku (w Wielkiej Brytanii – 13 maja 2013 roku), a w Stanach Zjednoczonych 14 maja 2013 roku nakładem Nuclear Blast. 
Płyta powstała w sierpniu 2012 roku w Millbrook Sound Studios z udziałem producenta Paula Orofino, z którym zespół nagrywał wcześniej m.in. Shadows in the Light (2007) i Majesty and Decay (2010). 

"Kingdom Of Conspiracy" to płyta intensywna i niebywale mroczna.

Album Kingdom of Conspiracy, podobnie jak Majesty and Decay, zmiksował Zack Ohren, znany ze współpracy m.in. z Suffocation (Blood Oath), All Shall Perish i Decrepit Birth. 
Autorem okładki jest Pär Olofsson, który zaprojektował m.in. grafikę do płyty Immolation Majesty and Decay oraz do płyt All Shall Fall zespołu Immortal i Symbols of Failure Psycroptic. 
W rankingu magazynu "Billboard" na liście Top New Artist Albums (Heatseekers) album Kingdom of Conspiracy zadebiutował na miejscu 13.

## Lista utworów
1. "Kingdom of Conspiracy" – 03:48
2. "Bound to Order" – 03:49
3. "Keep the Silence" – 04:05
4. "God Complex" – 03:34
5. "Echoes of Despair" – 03:44
6. "Indoctrinate" – 04:48
7. "The Great Sleep" – 05:21
8. "A Spectacle of Lies" – 03:14
9. "Serving Divinity" – 03:36
10. "All That Awaits Us" – 04:49

## Twórcy
- Ross Dolan – śpiew, gitara basowa
- Bill Taylor – gitara
- Robert Vigna – gitara
- Steve Shalaty – perkusja

## Wydania
Opracowano na podstawie materiału źródłowego.
| Rok wydania | Format | Numer katalogowy | Wytwórnia     |
| ----------- | ------ | ---------------- | ------------- |
| 2013        | CD     | 27361 29525      | Nuclear Blast |
| 2013        | CD     | 27361 29520      | Nuclear Blast |
| 2013        | CD     | NB 2952-2        | Nuclear Blast |
| 2013        | LP     | NB 2952-1        | Nuclear Blast |